# أباتشي سي تيكس
أباتشي cTAKES: نظام تحليل النص الإكلينيكي واستخراج المعرفة هو نظام مفتوح المصدر لمعالجة اللغات الطبيعية (NLP) يستخرج المعلومات الإكلينيكية أو الطبية من النص غير المنظم للسجلات الصحية الإلكترونية. يقوم بمعالجة الملاحظات الإكلينيكية، وتحديد أنواع الكيانات الطبية المسماة مثل الأدوية، الأمراض/الاضطرابات ، العلامات /الأعراض، الأجزاء التشريحية والإجراءات الطبية. يحتوي كل كيان مسمى على بعض السمات مثل رمز للربط ببعض الأنتولوجي الطبية المعروفة، سياق الكيان (تاريخ العائلة؟ ، حالي؟ ، غير مرتبط بالمريض؟) ، وما إذا كان الكيان منفي/غير منفي. 
تم بناء cTAKES باستخدام إطار عمل UIMA لإدارة المعلومات غير المهيكلة ومجموعة أدوات معالجة اللغات الطبيعية OpenNLP . 

## المكونات
تم تدريب مكونات cTAKES خصيصًا للمجال الطبي، وإنشاء تعليقات لغوية ودلالية غنية يمكن استخدامها في أنظمة دعم القرارات والبحوث الطبية. 
تشمل هذه العناصر:
- محدد الأقسام المسماة
- كاشف حدود الجُمل
- مجزئ الرموز القائم على القواعد
- محدد القوائم
- مُطَبِّع
- مجزئ الرموز المعتمد على السياق
- معلم أجزاء الكلام
- مجزئ العبارات
- المعلق المعتمد على القاموس
- معلق السياق
- كاشف النفي
- كاشف عدم اليقين
- كاشف الموضوع
- محلل التبعية
- محدد حالة تدخين المريض
- معلق الأدوية

## التاريخ
بدأ تطوير cTAKES في مايو كلينك في عام 2006. ضم فريق التطوير، بقيادة الدكتورة غيرجانا سافوفا والدكتور كريستوفر شوت، أطباء وعلماء كمبيوتر ومهندسي برمجيات. بعد نشره، أصبح cTAKES جزءًا لا يتجزأ من البنية التحتية لإدارة البيانات الطبية في مايو كلينك، حيث قام بمعالجة أكثر من 80 مليون ملاحظة طبية. 
عندما انتقلت الدكتورة سافوفا إلى مستشفى بوسطن للأطفال في أوائل عام 2010، نما فريق التطوير الأساسي ليشمل أعضاء من المستشفى. كما وتشمل أوجه التعاون الخارجية الإضافية: 
- جامعة كولورادو
- جامعة برانديز
- جامعة بيتسبرغ
- جامعة كاليفورنيا في سان دييغو

وقد أدى هذا التعاون إلى توسيع قدرات cTAKES في مجالات أخرى مثل التفكير الزمني، الإجابة على الأسئلة الطبية، وحل الإشارات للمجال الطبي. 
في عام 2010، تم اعتماد cTAKES بواسطة برنامج i2b2. بالإضافة إلى ذلك، يعتبر البرنامج مكون مركزي في SHARP Area 4 . 
في عام 2013 ، أصدرت cTAKES أول إصدار لها كمشروع حاضنة أباتشي: cTAKES 3.0 .
في مارس 2013، أصبح cTAKES مشروع عالي المستوى لأباتشي (TLP). 

## روابط خارجية
- cTAKES الموقع الرسمي
- Apache cTAKES صفحة معلومات المشروع من ASF
- الملخص (جاميا)
- اتحاد معالجة اللغة الطبيعية للصحة المفتوحة (OHNLP)
- برنامج مشاريع البحوث الاستراتيجية الصحية المتقدمة لتكنولوجيا المعلومات (SHARP)
- منطقة SHARP 4 - الاستخدام الثانوي لبيانات السجلات الصحية الإلكترونية
- وحدة تحكم الاسترداد الآلي (ARC)
- تم تطوير استخراج نص المعلومات الصحية (HITEx) ) كجزء من مشروع i2b2. وهو عبارة عن برنامج متسلسل لمعالجة اللغات الطبيعية قائم على القواعد يعتمد على إطار عمل GATE الذي طورته Informatics لدمج علم الأحياء وجانب السرير.
- تم تطوير مجموعة أدوات البحث في اللغة الحاسوبية والتعليم (cleartk) ( لم يعد يتم الاحتفاظ بها) في جامعة كولورادو في بولدر، وتوفر إطارًا لتطوير مكونات معالجة اللغات الطبيعية الإحصائية في Java. إنه مبني على Apache UIMA كأساس.
- NegEx - هي أداة تم تطويرها في جامعة بيتسبرغ لاكتشاف المصطلحات المنفية في النص الطبي. يستخدم النظام مصطلحات التشغيل كطريقة لتحديد سيناريوهات النفي المحتملة في الجملة.
- ConText: امتداد لـ NegEx، وتم تطويره أيضًا من قبل جامعة بيتسبرغ. ConText ليس فقط لاكتشاف المفاهيم المنفية، ولكن أيضًا للعثور على السيناريوهات الزمنية (السيناريوهات الحديثة أو التاريخية أو الافتراضية) ومن هو الموضوع (الخبرة) (المريض أو غيره).
- MetaMap (من قبل المكتبة الوطنية الأمريكية للطب): هو نظام شامل لوضع العلامات على المفاهيم، مبني على أسس نظام اللغة الطبية الموحد. يتطلب اتفاقية ترخيص UMLS Metathesaurus نشطة (وحساب) للاستخدام.
- MedEx - أداة لاستخراج معلومات الأدوية من النصوص الطبية. تعالج MedEx النصوص الحرة للسجلات الطبية للتعرف على أسماء الأدوية ومعلومات التوقيع، مثل جرعة الدواء، تكرار العلاج، المسار، والمدة. الاستخدام مجاني مع ترخيص UMLS. إنه تطبيق مستقل لنظامي لينكس ومايكروسوفت ويندوز.
- SecTag (معلم تسلسل الأقسام): يتعرف على عنواين أقسام الملاحظات باستخدام تقنيات معالجة اللغات الطبيعية، وبايزن، والتصحيح الإملائي، وتقنيات النقاط. الاستخدام مجاني مع ترخيص UMLS أو LOINC.
- معرف الكيانات المسماة الخاص بستانفورد (Stanford's NER): هو نموذج تسلسل الحقل العشوائي المشروط مع الميزات للتعرف على الكيانات المسماة باللغتين الإنجليزية والألمانية.
- (ستانفورد CoreNLP) هو مجموعة متكاملة من أدوات معالجة اللغة الطبيعية للإنجليزية مكتوب بلغة الجافا، بما في ذلك تجزيء المفردات، تعليم أجزاء الكلام، التعرف على الكيانات المسماة، التحليل، والإشارات.